# 蒙塔尔托-德莱马尔凯
蒙塔尔托-德莱马尔凯（義大利語：Montalto delle Marche），是意大利阿斯科利皮切诺省的一个市镇。总面积34.1平方公里，人口2307人，人口密度67.7人/平方公里（2009年）。ISTAT代码为044032。